# Twiggs County
Das Twiggs County ist ein County im Bundesstaat Georgia der Vereinigten Staaten. Der Verwaltungssitz (County Seat) ist Jeffersonville.

## Geographie
Das County liegt nahe dem geographischen Zentrum von Georgia und hat eine Fläche von 940 Quadratkilometern, wovon sieben Quadratkilometer Wasseroberfläche sind. Es grenzt im Uhrzeigersinn an folgende Countys: Wilkinson County, Bleckley County, Houston County, Bibb County und Jones County.
Das County ist Teil der Metropolregion Macon.

## Geschichte
Twiggs County wurde am 14. Dezember 1809 als 37. County von Georgie aus Teilen des Wilkinson County gebildet. Benannt wurde es nach General John Twiggs, einem prominenten Anführer im Revolutionskrieg und den Indianerkriegen.

## Demografische Daten

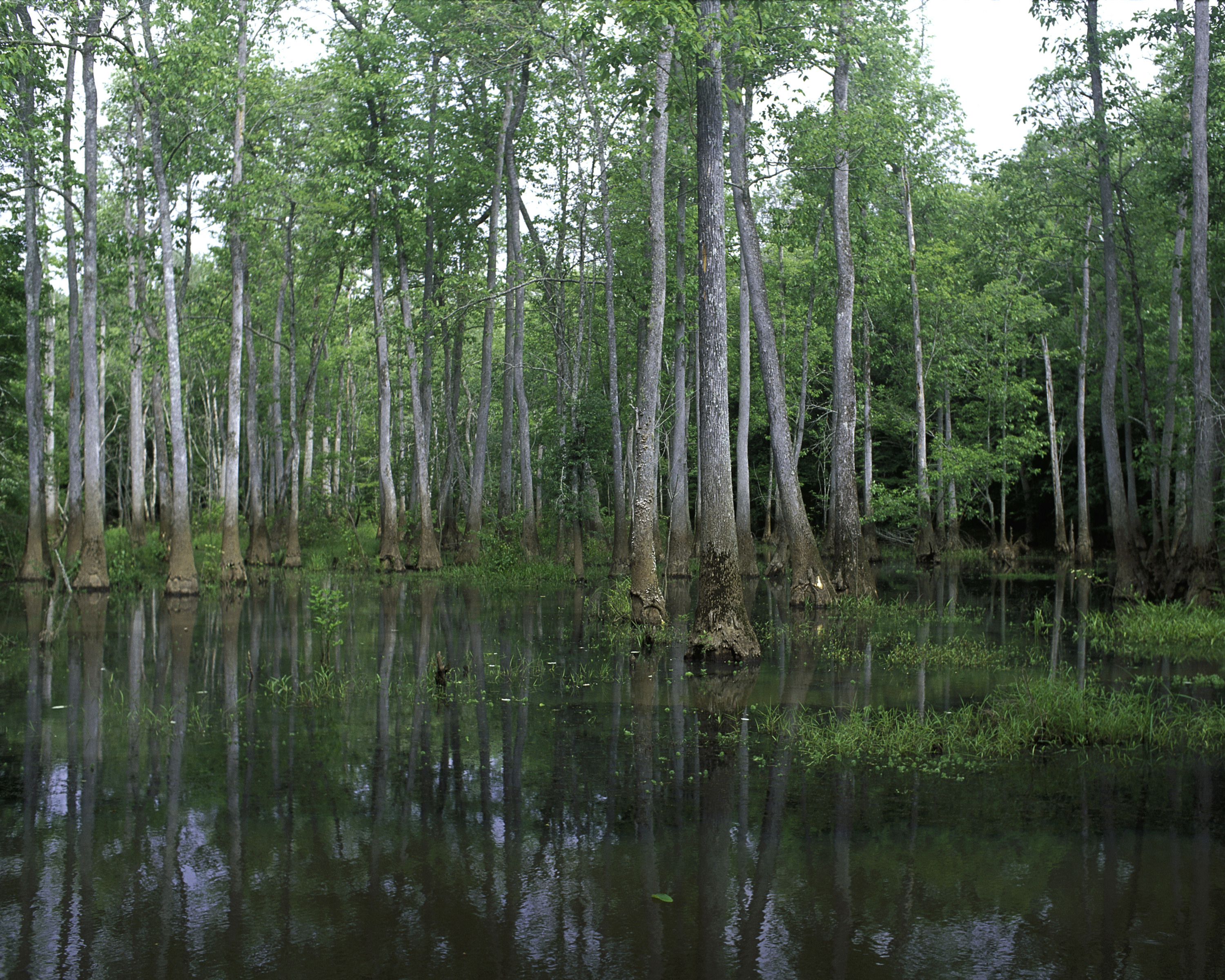
Das Bond Swamp National Wildlife Refuge

Laut der Volkszählung von 2010 verteilten sich die damaligen 9023 Einwohner auf 3634 bewohnte Haushalte, was einen Schnitt von 2,46 Personen pro Haushalt ergibt. Insgesamt bestehen 4235 Haushalte.
68,6 % der Haushalte waren Familienhaushalte (bestehend aus verheirateten Paaren mit oder ohne Nachkommen bzw. einem Elternteil mit Nachkomme) mit einer durchschnittlichen Größe von 2,99 Personen. In 28,8 % aller Haushalte lebten Kinder unter 18 Jahren sowie in 30,4 % aller Haushalte Personen mit mindestens 65 Jahren.
23,4 % der Bevölkerung waren jünger als 20 Jahre, 20,4 % waren 20 bis 39 Jahre alt, 31,7 % waren 40 bis 59 Jahre alt und 23,6 % waren mindestens 60 Jahre alt. Das mittlere Alter betrug 45 Jahre. 48,7 % der Bevölkerung waren männlich und 51,3 % weiblich.
56,8 % der Bevölkerung bezeichneten sich als Weiße, 41,3 % als Afroamerikaner, 0,3 % als Indianer und 0,2 % als Asian Americans. 0,3 % gaben die Angehörigkeit zu einer anderen Ethnie und 1,1 % zu mehreren Ethnien an. 1,4 % der Bevölkerung bestand aus Hispanics oder Latinos.
Das durchschnittliche Jahreseinkommen pro Haushalt lag bei 31.625 USD, dabei lebten 30,3 % der Bevölkerung unter der Armutsgrenze.

## Orte im Twiggs County
Orte im Twiggs County mit Einwohnerzahlen der Volkszählung von 2010:
City:
- Jeffersonville (County Seat) – 1035 Einwohner

Towns:
- Allentown – 169 Einwohner
- Danville – 238 Einwohner